# Alfred Bour
Pour les articles homonymes, voir Bour.
 (mars 2012).
Si vous disposez d'ouvrages ou d'articles de référence ou si vous connaissez des sites web de qualité traitant du thème abordé ici, merci de compléter l'article en donnant les références utiles à sa vérifiabilité et en les liant à la section « Notes et références ».
Alfred Bour, né le 8 novembre 1882 à Paris, où il est mort le 9 août 1973, est un homme politique français, Vice-Président du Conseil de Paris, conseiller de l'Union française.

## Biographie
Candidat malheureux aux législatives de mai 1924 à Pantin. Il participe la même année à la création du Parti démocrate populaire, dont il devient vice-président.
Il fonde avec son beau-frère Georges Thibout le journal politique Le Petit démocrate de Saint-Denis.
Il fut le premier président de la fédération angevine du P.D.P.
Conseiller municipal de Lempzours en Dordogne (1925-1931), puis conseiller municipal de Paris de 1931 à 1944 et de 1945 à 1947.

## Distinctions
- Officier de la Légion d'honneur (19 août 1947).
- Commandeur de la Légion d'honneur (12 juillet 1966).
- Titulaire de l'ordre de la Francisque[2].